# Prusiana
Prusiana là một chi bướm ngày thuộc họ Bướm nâu.